# ウィンドウズ (曲)
「ウィンドウズ」(Windows)は、イギリスのポップ・グループのテイク・ザットの楽曲。2023年9月22日にEMIレコードから9枚目のスタジオ・アルバム『ディス・ライフ』の最初のシングルとして発売された。テイク・ザットのメンバーによって書かれ、グラミー賞受賞者のデイヴ・コブがリード・ヴォーカルのゲイリー・バーロウとともにプロデュースを手がけた。

## 背景
楽曲はナッシュビルのテネシーにあるRCAスタジオAでレコーディングされた。

## 批評的反応
シングルは発売されるや否や好意的なレビューを受けとった、UDiscover Musicは「ウィンドウズは闇から光へ抜け出す物語を伝える美しいトラックだ。曲初めには親しみがあるファルセットが鳴り響く、それはイギリスで最も売れたバンドの新たな時代を予感させる、その時代はエナジーに溢れ、クリエイティブに富み、挑戦とサプライズへの情熱を続けている」と述べた。
スムース・ラジオは曲を「ゴージャス」と評した。

## チャート・パフォーマンス
「ウィンドウズ」は2023年9月29日付のUKシングルス・ダウンロード・チャートで第3位を記録した。

## パーソネル
- ゲイリー・バーロウ – リード・ボーカル
- ハワード・ドナルド – バッキング・ボーカル
- マーク・オーエン – バッキング・ボーカル

## チャート
| チャート (2023年)                         | 最高位 |
| ----------------------------------------- | ------ |
| UK ダウンロード (Official Charts Company) | 3      |